# Doncella cisne

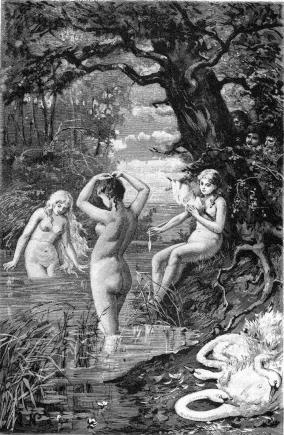
En el Völundarkvida, Wayland Smith y sus hermanos se casan con valquirias que visten pieles de cisne.

La doncella cisne es una criatura mítica que cambia de forma humana a forma de cisne. La clave de la transformación suele ser una piel de cisne o una prenda con plumas de cisne adheridas. En los cuentos populares de este tipo, el personaje masculino espía a la doncella, generalmente junto a un cuerpo de agua (generalmente bañándose), luego le arrebata la prenda de plumas (o alguna otra prenda de vestir), lo que le impide volar (o nadar, o la deja indefensa de alguna otra manera), obligándola a convertirse en su esposa.
Hay paralelos en todo el mundo, en particular el Völundarkvida  y los cuentos de hadas KHM 193 de Grimm "El Baterista" . También hay muchos paralelos que involucran a criaturas distintas de los cisnes.

## Leyenda

### Leyenda típica
Los cuentos populares suelen adherirse a la siguiente trama básica. Un joven soltero roba una túnica mágica hecha de plumas de cisne a una doncella cisne para que no se vaya volando y se casa con ella. Por lo general, ella da a luz a sus hijos. Cuando los niños crecen, cantan una canción sobre dónde su padre ha escondido la túnica de su madre, o uno pregunta por qué la madre siempre llora y encuentra el manto para ella, o de lo contrario traicionan el secreto. La doncella cisne inmediatamente toma su bata y desaparece hacia el lugar de donde vino. Aunque los niños pueden afligirla, no se los lleva.
Si el marido puede volver a encontrarla, es una búsqueda ardua y, a menudo, la imposibilidad es lo suficientemente clara como para que ni siquiera lo intente.
En muchas versiones, aunque el hombre es soltero (o, muy raramente, viudo), cuenta con la ayuda de su madre, que esconde la prenda mágica de la doncella (o manto de plumas). En algún momento posterior de la historia, la madre se convence o se ve obligada a devolver la ropa escondida y, tan pronto como la doncella cisne se la pone, se desliza hacia los cielos, lo que impulsa la búsqueda.

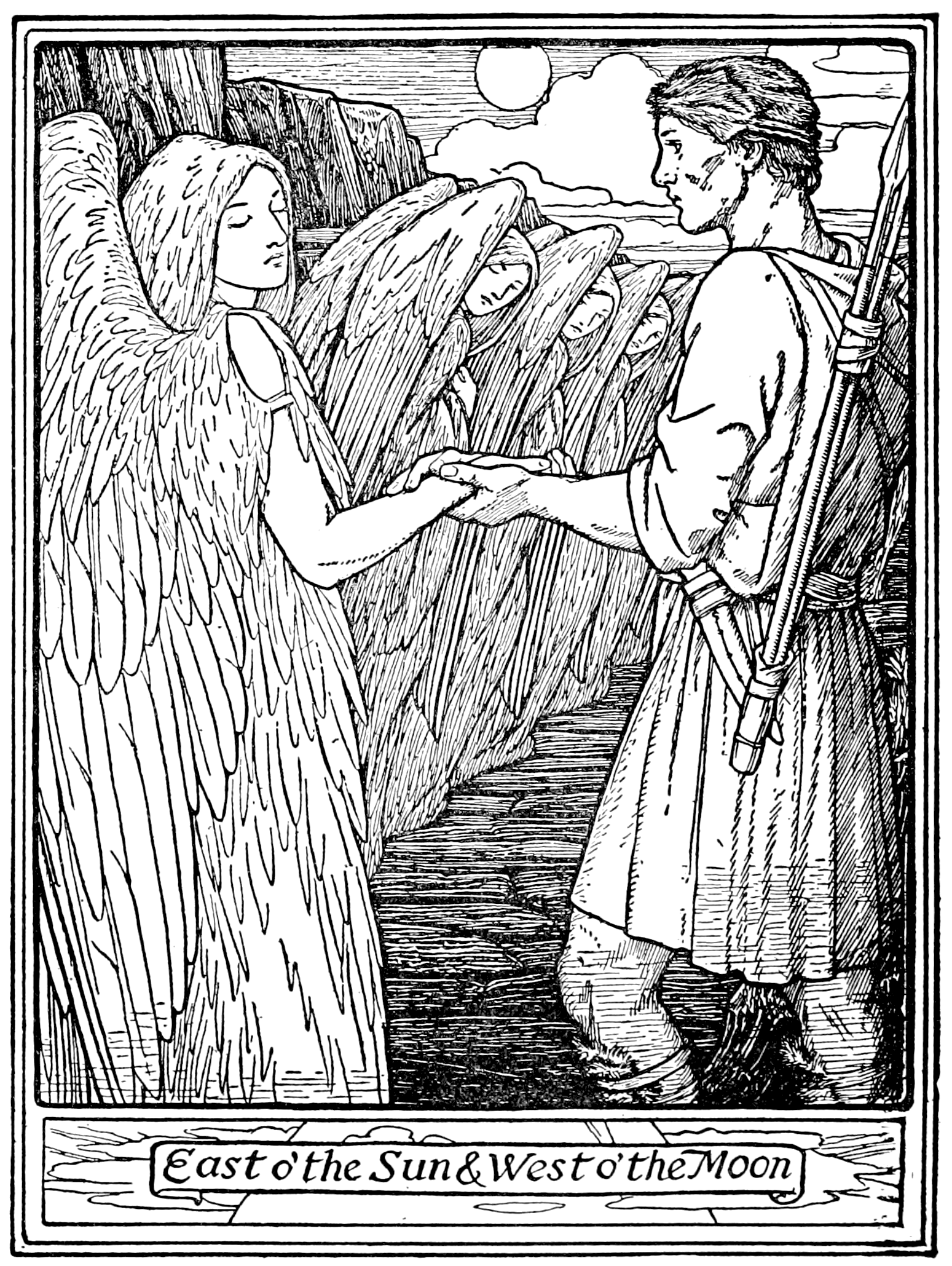
El cazador reconoce a su novia entre el desfile de doncellas idénticas. Ilustración del Europa's Fairy Book de Jacobs por John D. Batten

### Leyenda germánica
Las historias de Wayland the Smith lo describen enamorándose de Swanhilde, una Doncella Cisne, que es la hija de un matrimonio entre una mujer mortal y un rey de las hadas, que prohíbe a su esposa preguntar sobre sus orígenes; cuando ella le pregunta, él desaparece. Sin embargo, Swanhilde y sus hermanas pueden volar como cisnes. Pero herida por una lanza, Swanhilde cae a tierra y es rescatada por el maestro artesano Wieland, y se casa con él, dejando a un lado sus alas y su anillo mágico de poder. Los enemigos de Wieland, los Neidings, al mando de la princesa Bathilde, roban el anillo, secuestran a Swanhilde y destruyen la casa de Wieland. Cuando Wieland busca a Swanhilde, lo atrapan y lo paralizan. Sin embargo, crea alas para sí mismo y escapa con Swanhilde cuando la casa de los Neidings es destruida.
Otro caso de la doncella con la camisa de cisne mágica que permite su transformación aviar es la historia de la valquiria Brynhild. En la Saga völsunga, el rey Agnar retiene la camisa de cisne mágica de Brynhild, lo que la obliga a ponerse a su servicio como su ejecutora.

### Doncella cisne como hija o sirvienta de un antagonista
El segundo tipo de cuento involucra a la doncella cisne que ayuda al héroe contra un antagonista. Puede ser la ama de la doncella, por ejemplo, una bruja, como en un cuento publicado por el ilustrador Howard Pyle en The Wonder Clock, o el padre de la doncella, por ejemplo, el personaje del zar Morskoi en los cuentos de hadas rusos.
En una historia gaélica, un príncipe juega una ronda de brillantes con un anciano llamado Bodach Glas. En la tercera ronda, el anciano ordena al joven que lo encuentre. Sin saber el lugar de residencia de los Bodach, la madrastra del príncipe sugiere que solicite la ayuda de sus hijos. Su hermanastro mayor le informa que en un lago cercano vienen a bañarse tres cisnes, pero en realidad son las hijas de Bodach Glas, que se quitan la ropa para bañarse. Sugiere que aproveche la oportunidad para robar la ropa de la doncella más joven y obligarla a llevar al príncipe a la morada de su padre. El resto de la historia sigue a La Sirvienta, o Aarne-Thompson-Uther Index ATU 313, "El Vuelo Mágico".
En una historia similar de Escocia, Greensleeves, al príncipe le encanta apostar y un día juega con un hombre llamado Esclavos Verdes, quien gana la apuesta y a cambio pide al joven como aprendiz/esclavo/sirviente. Para encontrar la casa de Greensleeves, el príncipe busca las prendas de cisne de una doncella que se baña, llamada Ala Azul, que era una de las hijas de Greensleeves. La folclorista Katharine Mary Briggs, en el mismo libro, citó El Hombre Verde del Conocimiento como otro cuento que contiene el personaje de la doncella cisne como la hija del némesis del cuento (ogro, gigante, mago, rey de las hadas, etc.).
En la historia celta "El Cuento del Hijo del Rey de Irlanda y la Hija del Rey del Gorro Rojo" (gaélico: Sgeulachd air Mac Righ Éirionn agus Nighean Rígh a' Churraichd Ruaidh), el príncipe de Irlanda se enamora con el Cisne Blanco de Cuello Liso, también llamado Sol, la joven hija del Rey del Gorro Rojo, al verla venir a bañarse en un lago.
En un cuento irlandés, La historia de Gray Norris de Warland, John, el hijo de un rey, juega a la pelota tres veces con "un anciano con una larga barba gris" llamado Gray Norris de Warland, quien gana la tercera ronda y establece al príncipe un tarea: el joven debe encontrar el castillo de Gray Norris antes de fin de año. Después de un tiempo, rescata a un águila que le informa que tres doncellas vendrán a bañarse en el agua en forma de cisnes; debería esconder la prenda de la menor, porque es la hija de Gray Norris.

### Otra ficción
La doncella cisne ha aparecido en numerosos artículos de ficción.

#### En leyenda
En el ciclo mitológico irlandés de cuentos, en el cuento de El Cortejo de Étaine, una prueba similar que implica el reconocimiento de la esposa entre parecidos le ocurre a Eochu Airem, cuando tiene que encontrar a su amada Étaine, que se fue volando en forma de un cisne.
Una segunda historia de una doncella que se convierte en cisne es la historia del héroe Angus, que se enamora de Caer Ibormeith en un sueño.
En un poema tártaro, aparece el personaje de Las mujeres cisne, que desarrolla una relación enemiga con el héroe Kartaga.
Las publicaciones folclóricas del siglo XIX mencionaron una historia sobre El Pozo de Grace, un pozo cuyo descuido de la cuidadora la llevó a ser convertida en cisne por las hadas. Se informó que el pozo estaba cerca del lago Glasfryn, en algún lugar de Gales.

#### En el folclore
La folclorista británica Katharine Mary Briggs, aunque reconoció la universalidad del cuento, sugirió que el personaje parecía más predominante en la tradición de los cuentos de hadas celtas de las islas británicas.
En un cuento celta (gaélico: Mac an Tuathanaich a Thàinig a Raineach; español: "El Hijo del Granjero que Vino de Rannoch"), el hijo del granjero ve a tres doncellas cisne bañándose en el agua y esconde sus ropas a cambio de que la más joven de ellas (hermanas, en total) se casara con él.
Otra ocurrencia del motivo existe en el cuento popular ruso Sweet Mikáilo Ivánovich the Rover: Mikailo Ivanovich va de caza y, cuando apunta a un cisne blanco, suplica por su vida. Entonces, el cisne se transforma en una hermosa doncella, la princesa Márya, de quien Mikail se enamora.
Una versión de la trama de la doncella cisne ocurre en el cuento de Suabia Los Tres Cisnes (Von drei Schwänen): un cazador viudo, guiado por un anciano del bosque, asegura la prenda mágica de la doncella cisne y se casa con ella. Pasan quince años, y su segunda esposa encuentra su abrigo de cisne y se va volando. El cazador la sigue y llega a un castillo, donde viven su esposa y sus hermanas. La doncella cisne le dice que debe pasar por arduas pruebas en el castillo durante tres noches, para poder romper la maldición lanzada sobre las mujeres. El motivo de pasar la noche en un castillo encantado se hace eco de la historia de Los Jóvenes que Querían Aprender qué era el Miedo (ATU 326).
Las colecciones de cuentos de hadas flamencos también contienen dos cuentos con la presencia de la Doncella Cisne: De Koning van Zevenbergen ("El Rey de las Siete Montañas") y Het Zwanenmeisje van den glazen Berg ("La Doncella Cisne de la Montaña de Cristal"). Johannes Bolte, en una reseña de un libro de la publicación de De Cock y de Mont, señaló que su historia era paralela a KHM 193 de Grimms, El Baterista.
En un cuento ibérico (Las Siete Palomas), un pescador ve a una chica de cabello negro peinándose en las rocas. Al acercarse dos palomas, ella termina su actividad y se convierte en un cisne con una corona en la cabeza. Cuando las tres aves aterrizan en un barco cercano, recuperan sus formas humanas de doncellas.
El personaje de la doncella cisne también aparece en un cuento etiológico de Rumania sobre el origen del cisne, y una balada con el mismo tema.
La trama habitual involucra a una doncella pájaro mágica que desciende del cielo para bañarse en un lago. Sin embargo, hay variantes en las que la doncella y/o sus hermanas son princesas bajo una maldición, como Vaino y la princesa cisne. Un cuento alemán recopilado por Johann Wilhelm Wolf (alemán: Von der schönen Schwanenjungfer; español: El Cuento de la Hermosa Doncella Cisne), un cazador en Francia observa un cisne en un lago que suplica no dispararle. El cisne también revela que ella es una princesa y, para romper su maldición, debe sufrir pruebas peligrosas en un castillo.
Otro ejemplo de múltiples princesas cisne se puede encontrar en el cuento finlandés del príncipe Tuhkimo (un hombre Cenicienta; del finlandés tuhka, "cenizas") que se casa con una rana que cambia de forma (ATU 402, cuento "La Novia Animal"), pero, cuando él quema su piel encantada, su esposa, ahora humana, se metamorfosea en un cisne y se va volando con sus ocho hermanas cisne (ATU 400, "La Búsqueda de la Esposa Perdida").
Un cuento nativo americano tiene el personaje del Cisne Rojo, un ave de plumaje enrojecido, que atrae la atención de un joven guerrero, que emprende una búsqueda para encontrarla.
En un cuento de hadas belga, que recuerda la leyenda del Caballero del Cisne, Las Doncellas Cisne y el Caballero de Plata, Siete Cisnes, en realidad siete princesas malditas en esa forma, planean ayudar a la princesa Elsje encarcelada con la ayuda del Caballero de Plata. La princesa Elsje, por su propia voluntad, quiere ayudar a las siete hermanas cisne a recuperar su forma humana tejiendo siete abrigos y permaneciendo en silencio todo el tiempo para que el encantamiento funcione.
En el cuento de hadas irlandés Las Tres Hijas del Rey de Oriente y El Hijo de un Rey en Erin, tres doncellas cisne vienen a bañarse en un lago (Loch Erne) y conversan con el hijo mayor de un rey, que estaba pescando en el lago. Su malvada madrastra convence a un joven pastor de vacas para que pegue un alfiler mágico a la ropa del príncipe para que se duerma. El hechizo funciona dos veces, y en ambas ocasiones las doncellas cisne intentan ayudar al príncipe a recuperarse.
En un cuento recopilado en Wimpfen, cerca del río Neckar (Die drei Schwäne), un joven descansa junto a la orilla de un lago cuando ve tres cisnes blancos como la nieve. Se duerme y, cuando se despierta, se da cuenta de que fue transportado a un gran palacio y es recibido por tres mujeres hadas (se supone que son los cisnes).

#### Cuentos de hadas literarios (Künstmärchen) y otras obras
Se cree que la historia de la doncella del cisne fue la base del ballet El Lago de los Cisnes, en el que una joven princesa, Odette y sus doncellas están bajo el hechizo de un malvado hechicero, Von Rothbart, transformándolas en cisnes durante el día. Por la noche, recuperan su forma humana y solo pueden ser rescatados si un joven jura amor eterno y fidelidad a la princesa. Cuando el príncipe Siegfried jura su amor por Odette, el hechizo puede romperse, pero Siegfried es engañado para que declare su amor por la hija de Von Rothbart, Odile, disfrazada con magia como Odette, y todo parece perdido. Pero el hechizo finalmente se rompe cuando Siegfried y Odette se ahogan en un lago de lágrimas, uniéndolos en la muerte por toda la eternidad. Mientras que el renacimiento del ballet de 1895 mostraba a las doncellas cisne como mujeres mortales condenadas a convertirse en cisnes, el libreto original de 1877 las describía como verdaderas doncellas cisne: hadas que podían transformarse en cisnes a voluntad. Varias películas animadas basadas en el ballet, incluidas La Princesa Encantada y Barbie en el Lago de los Cisnes, muestran a las heroínas principales bajo un hechizo y ambas son finalmente rescatadas por sus Príncipes.

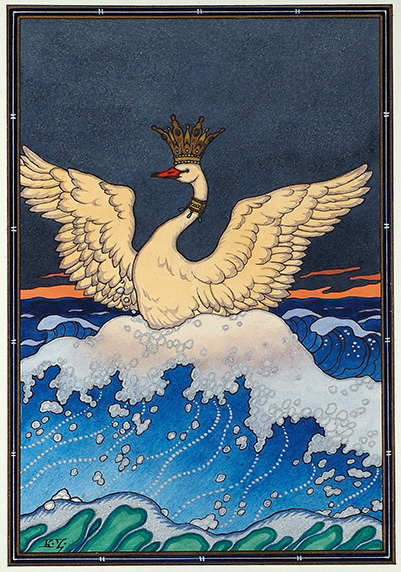
La princesa cisne cabalga sobre las olas de Buyan. Ilustración de Boris Zvorykin.

El cisne mágico también aparece en el poema ruso La Historia del Zar Saltan (1831), de Aleksandr Pushkin. El hijo del titular zar Saltan, el príncipe Gvidon y su madre son arrojados al mar en un barril y son arrojados a la orilla en una isla mística. Allí, el príncipe crece en días y se convierte en un excelente cazador. El príncipe Gvidon y su madre comienzan a establecerse en la isla gracias a la ayuda de un cisne mágico llamado Princesa Cisne, y al final del cuento ella se transforma en princesa y se casa con el príncipe Gvidon.
Una variante de la narrativa de la doncella del cisne está presente en la obra de Johann Karl August Musäus, un predecesor del esfuerzo de los hermanos Grimm a principios del siglo XIX. Su Volksmärchen der Deutschen contiene la historia de Der geraubte Schleier ("El Velo Robado"). Una traducción francesa ("Voile envolé") se puede encontrar en Contes de Museäus (1826). En un breve resumen: un viejo ermitaño, que vive cerca de un lago de agua cristalina, rescata a un joven soldado suabo. Durante una noche tranquila, el ermitaño recuerda un episodio de su juventud aventurera cuando conoció en Grecia a una doncella cisne, descendiente de Leda y Zeus mismos - en el escenario de la historia, las deidades grecorromanas eran "genios" y "hadas". El ermitaño explica el secreto de su mágica prenda y cómo atrapar a una de las damas. La historia se repite cuando el joven soldado pone su mirada en un trío de doncellas cisne que descienden del cielo para bañarse en el lago.

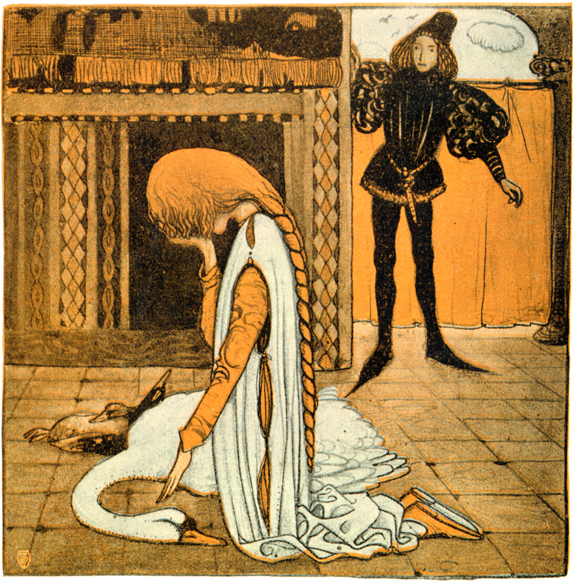
Princesa Cisne llorando. Arte de John Bauer (1908) para el cuento Svanhammen de Helena Nyblom.

La escritora sueca Helena Nyblom exploró el tema de una doncella cisne que pierde su capa de plumas en Svanhammen (La Capa del Cisne), publicado en 1908, en Bland tomtar och troll (Entre Gnomos y Trolls), una antología anual de cuentos de hadas e historias literarias.
En una obra literaria de Adrienne Roucolle, El Reino de las Hadas Buenas: en el capítulo El Cisne Encantado, la princesa Lilian es convertida en cisne por la malvada Hada Cicuta.

### Versiones masculinas
El cuento de hadas Los Seis Cisnes podría considerarse una versión masculina de la doncella cisne, donde la piel de cisne no se roba sino una maldición, similar a La Princesa Cisne. Una malvada madrastra maldijo a sus 6 hijastros con camisas de piel de cisne que los transforman en cisnes, que solo pueden curarse con seis camisas de ortiga hechas por su hermana menor. Cuentos similares de un padre o un padrastro que maldice a sus (hijastros) son la leyenda irlandesa de Los Hijos de Lir y Los cisnes salvajes, un cuento de hadas literario del autor danés Hans Christian Andersen.
En el Dolopathos se puede encontrar una inversión de la historia (los humanos se convierten en cisnes): un cazador ve a una doncella (mágica) bañándose en un lago y, después de unos años, da a luz a septillizos (seis niños y una niña), nacieron con cadenas de oro alrededor del cuello. Después de ser expulsados por su abuela, los niños se bañan en un lago en forma de cisne y vuelven a la forma humana gracias a sus cadenas mágicas.
Otra historia de un cisne macho es El Príncipe Cisne (Prinz Schwan), un cuento oscuro recopilado por los Hermanos Grimm en la primera edición de su Kinder- und Hausmärchen (1812), pero eliminado de ediciones posteriores.
La autora checa Božena Němcová incluyó en el primer volumen de su colección Cuentos y Leyendas Nacionales, publicado en 1845, un cuento que tituló El Cisne (O Labuti), sobre un príncipe que una bruja convirtió en cisne porque su malvada madrastra quería conseguir deshacerse de él.
El cuento brasileño Os três cisnes ("Los Tres Cisnes"), recopilado por Lindolfo Gomes, cuenta la historia de una princesa que se casa con un príncipe encantado. Después de que su esposa rompe un tabú (nunca pudo verse a sí mismo en un espejo), se convierte en un cisne, lo que impulsa a su esposa a buscar su paradero, con la ayuda de un viejo leñador.

## Motivos folclóricos y tipos de cuentos
La folklorística establecida no reconoce formalmente a "Doncellas Cisne" como un solo tipo de cuento de Aarne-Thompson. Más bien, se debe hablar de cuentos que exhiben el motivo  D361.1 Swan Maiden ("La Doncella Cisne") en el catálogo de motivos de Stith Thompson, que puede clasificarse en 400, 313, o 465A. Agravado por el hecho de que estos tipos de cuentos tienen "no menos de otros diez motivos" asignados, el sistema AT se convierte en una herramienta engorrosa para realizar un seguimiento de los paralelos de este motivo. Buscando un esquema alternativo, un investigador ha desarrollado un sistema de cinco paradigmas de Doncella Cisne, cuatro de ellos agrupables como un cuento de Grimm afín (KHM 193, 92, 93 y 113) y el resto clasificado como el paradigma "AT 400". Por lo tanto, para obtener una lista completa de los cognados más marcadamente parecidos de los cuentos de Swan Maiden, basta con consultar Anmerkungen de Bolte y Polívka al cuento KHM 193 de Grimm, el paradigma más importante del grupo.
Cada uno de ellos utilizando diferentes métodos, es decir, la observación del área de distribución del tipo Doncella Cisne o el uso de métodos filogenéticos para reconstruir la evolución del cuento, Gudmund Hatt, Yuri Berezkin y Julien d'Huy demostraron de forma independiente que este cuento popular habría aparecido durante el período Paleolítico, en el Pacífico de Asia, antes de extenderse en dos oleadas sucesivas en América. Además, Yuri Berezkin y Julien d'Huy mostraron que no se mencionaban aves migratorias en las primeras versiones de este cuento (este motivo parece aparecer muy tarde).

## Motivo de esposa animal

### Antigüedad y origen
Se ha sugerido que el romance de apsará Urvashí y el rey Pururavas, de la antigua literatura sánscrita, puede ser una de las formas más antiguas (u origen) del cuento Doncella-Cisne.
La antigüedad del cuento de la doncella del cisne fue sugerida en el siglo XIX por el Reverendo Sabine Baring-Gould, postulando un origen del motivo antes de la separación de la lengua protoindoeuropea y, debido a la presencia del cuento en diversos y tradiciones lejanas (como Samoyedic y los nativos americanos), existía la posibilidad de que la historia fuera incluso más antigua. Otra teoría fue apoyada por Charles Henry Tawney, en su traducción del Kathá-sarit-ságara de Somadeva: él sugiere que la fuente del motivo es la literatura sánscrita antigua; la historia luego migró a Medio Oriente y, desde allí, como punto intermedio, se extendió a Europa.
Según Julien d'Huy, tal motivo también habría existido en la prehistoria europea y tendría a una doncella búfalo como heroína. De hecho, este autor encuentra el motivo con animales de cuatro patas en América del Norte y Europa, en un área que coincide con el área del haplogrupo X.
La doncella cisne también sirve como antepasado para los pueblos y tribus de Siberia y Asia Central, como atestiguan los mitos etnogenéticos del Pueblo buriato.
El profesor Hazel Wigglesworth, que trabajó con los muchos idiomas del archipiélago de Filipinas, afirmó que el carácter del hombre mortal a veces se llama Itung o Beletamey, y que representa un héroe cultural o un antepasado del pueblo manobo.

### Distribución y variantes
El motivo de la esposa de origen sobrenatural (en la mayoría de los casos, una doncella cisne) muestra un atractivo universal, estando presente en las tradiciones orales y folclóricas de todos los continentes. El cisne es la especie típica, pero puede transformarse en "gansos, patos, espátulas o aves acuáticas de alguna otra especie".
El grupo de cuentos populares ATU 402 ("La Novia Animal") se encuentra en todo el mundo, aunque los animales varían. El cuento de hadas italiano "La Chica Paloma" presenta una paloma. Están las selkies Orcadian y Shetland, que alternan entre foca y forma humana. Un cuento croata presenta a una loba. El lobo también aparece en el folclore de Estonia y Finlandia como la "Novia Animal", bajo el tipo de cuento ATU 409 "La Chica Como Lobo".
En África, el mismo motivo se muestra a través de doncellas búfalo. En Asia Oriental, también se conoce con doncellas que se transforman en varias especies de aves. En los cuentos de hadas rusos también hay varios personajes relacionados con la doncella del cisne, como en El Rey del Mar y Vasilisa la Sabia, donde la doncella es una paloma. En la leyenda japonesa de Hagoromo, es un espíritu celestial, o Tennin, cuya túnica es robada.
El profesor Sir James George Frazer menciona una historia de las islas Pelew, en el Pacífico, sobre un hombre que se casa con una doncella que cambia de forma escondiendo su cola de pez. Ella le da a luz una hija y, en una ocasión, encuentra su cola de pez y regresa al océano poco después.
Un cuento del noreste de Asia, recopilado entre la gente de Chukchi, también da fe del motivo de la esposa-pájaro. El profesor ruso Valdemar Bogoras recopiló un cuento de una mujer Yukaghir en Kolimá, en el que tres hermanas Tungus se transforman en "gansas hembras" para recoger bayas. En una ocasión, el personaje de "One-Side" esconde la piel del más joven, que no puede volver a la forma de ganso. Ella finalmente consiente en casarse con "Un Lado".
En muchos cuentos de los inuit, la novia animal es un ganso, que, al final del cuento, se marcha con su hijo. El personaje de la Esposa de Ganso también aparece en cuentos de Haida y Tlingit. Se han atestiguado relatos similares sobre esposas de pájaros en la Isla Kodiak.
Algunas historias de los Algonquinos también hablan de un joven cazador soltero que se acerca a un lago donde mujeres de otro mundo vienen a bañarse para adquirir la esposa sobrenatural.
En un cuento de los Tewa, recopilado por Elsie Clews Parsons, el joven Powitsire caza un ciervo, lo que sugiere que el niño encuentre una esposa y revela que tres niñas patos vienen a bañarse en un lago cercano.
En un cuento de Oceanía (Nuevas Hébridas), un hombre llamado Tagaro espía a mujeres con alas de murciélago (Banewonowono o Vinmara) que descienden para bañarse en un lago. El hombre toma las alas de uno de ellos. En una historia similar de la isla Aurora, en Vanuatu (La Esposa Alada), el nombre del héroe es Qat.
En un cuento atribuido al pueblo Toraja de Indonesia, una mujer da a luz a siete cangrejos que arroja al agua. A medida que pasa el tiempo, los siete cangrejos encuentran un lugar para vivir y toman sus disfraces para asumir forma humana. En una ocasión, siete machos roban los disfraces de cangrejo de las siete doncellas cangrejo y se casan con ellas. Un segundo está cerca de la narrativa de la doncella cisne, solo que con periquitos en lugar de cisnes; el héroe se llama Magoenggoelota y la doncella Kapapitoe.

### En la mitología
Una historia japonesa notablemente similar, "La Esposa-Grulla" (Tsuru Nyobo), trata sobre un hombre que se casa con una mujer que de hecho es una grulla (Tsuru no Ongaeshi) disfrazada de humana. Para ganar dinero, la mujer-grulla se arranca sus propias plumas para tejer brocados de seda que el hombre vende, pero se enfermó cada vez más al hacerlo. Cuando el hombre descubre la verdadera identidad de su esposa y la naturaleza de su enfermedad, ella lo deja. También hay una serie de historias japonesas sobre hombres que se casaron con kitsune, o espíritus zorros en forma humana (como mujeres en estos casos), aunque en estos cuentos la verdadera identidad de la esposa es un secreto incluso para su esposo. Ella se queda de buena gana hasta que su esposo descubra la verdad, momento en el que debe abandonarlo.
El motivo de la Doncella Cisne o Esposa Cisne también aparece en el Sudeste Asiático, con los cuentos de Kinnari o Kinnaree (de Tailandia) y la historia de amor de Manohara y el príncipe Sudhana.
El profesor y folclorista James George Frazer, en su traducción de Las Bibliotecas, de Pseudo-Apollodorus, sugiere que el mito de Peleo y Tetis parece estar relacionado con el ciclo de cuentos de la doncella cisne.

### En el folclore

#### Europa
En un romance del siglo XIII sobre Friedrich von Schwaben (español: "Friedrich de Suabia"), el caballero Friedrich esconde la ropa de la princesa Angelburge, que vino a bañarse en un lago en forma de paloma.
Un cuento del Tirol habla del príncipe Eligio y las Doncellas-Paloma, que se bañan en un lago. Las palomas también aparecen como la forma bajo la que tres princesas son maldecidas por un mago malvado, que también transformó a un príncipe en un gigante, en un cuento popular portugués.
En un cuento vasco recopilado por Wentworth Webster (La Paloma y su Peine), un "Tártaro" ordena al héroe indigente que recoja la prenda de paloma de la doncella del medio, en lugar de la más joven.
Waldemar Kaden recopiló una historia del sur de Italia (en alemán: Der geraubte Schleier; en español: "El Velo Robado"), aunque no da crédito a la fuente. Habla de un hombre que sube a una montaña y, ayudado por una anciana, busca la ropa de una de las 12 doncellas paloma que se bañaban en el lago. Kaden también lo comparó con la versión de Musäus en sus notas.
En otro cuento, del Tirol, recopilado por Christian Schneller (en alemán: Die drei Tauben; en italiano: Le tre colombe; en español: "Las Tres Palomas"), un joven pierde su alma en una apuesta por un mago. Un santo lo ayuda y le da la información sobre tres palomas que se posan en un puente y cambian a forma humana. El joven roba la ropa de la menor, hija del mago, y promete llevarlo con su padre. Quiere ayudar al héroe a convertirse al cristianismo y abandonar su magia pagana.
Un cuento húngaro ("Fisher Joe") habla de un huérfano que atrapa un pez mágico que se revela como una hermosa doncella. Un segundo cuento Magiar, "El Hada Isabel", se acerca a la historia general de la doncella del cisne, y en su lugar sólo trata de doncellas pidgeon.
Una compilación de cuentos populares de Europa Central (Austria y Bohemia) enumera cuatro variantes de la narrativa de la Doncella del cisne: "Las Tres Palomas Blancas"; "La Doncella en la Montaña de Cristal"; "Cómo Hans Encuentra a su Esposa" y "El Baterista". Theodor Vernaleken, en la versión alemana de la compilación, narró en sus notas otras dos variantes, una de St. Pölten y otra de Moldautein (actual Týn nad Vltavou, en la República Checa).
En el cuento de hadas eslavo Rey Kojata o Príncipe Inesperado, las doce hijas reales del rey Kostei se quitan los disfraces de gansos para bañarse en el lago, pero el príncipe esconde la ropa de la más joven.
En el cuento sueco El Hermoso Palacio al Este del Sol y al Norte de la Tierra, de Småland, tres hijos montan guardia en un prado que está siendo pisoteado en las últimas noches, y el más joven descubre que los culpables son tres doncellas paloma.
En el cuento checo Las Tres Palomas, el héroe esconde las tres plumas doradas de la doncella paloma para mantenerla en su estado humano. Más tarde, cuando ella desaparece, él se embarca en una búsqueda épica para encontrarla.
En un cuento noruego, Más al Sur que al Sur, y Más al Norte que al Norte, y en la Gran Colina de Oro, el joven Juan de las Cenizas tiene la tarea de vigilar el campo de trigo de su padre, para descubrir quién es responsable de pisotear el campo cada vez. noche. Ve tres palomas que cambian de pluma y se convierten en doncellas que pisotean y bailan en el campo de trigo. Se enamora del medio, en lugar del más joven, un escenario que ocurre en casi todas las variantes.
En el cuento danés La paloma Blanca, el príncipe más joven, no nacido en ese momento, es "vendido" por sus hermanos mayores a cambio de la ayuda de una bruja para disipar una tormenta marina. Años más tarde, la bruja cumple su parte del trato y toma al príncipe bajo su tutela. Como parte de sus quehaceres diarios, la bruja le impone tareas difíciles, que él realiza con la ayuda de una princesa, encantada por la bruja para que se convierta en paloma.
En el cuento de hadas ruso El Zar del Mar y Vasilissa la Sabia, o Vassilissa la Astuta y El Zar del Mar, Iván, el hijo del comerciante, fue informado por una vieja bruja (posiblemente Baba Yagá, en algunas versiones) sobre las hijas del zar del mar que vienen a bañarse en un lago en forma de palomas. En otra traducción, El Rey del Mar y Melania, la Inteligente, y El Rey del Agua y Vasilissa la Sabia, hay doce doncellas en forma de espátulas. En otra transcripción del mismo cuento, las doncellas son palomas.
En una variante azerbaiyana, un príncipe viaja a una isla donde se bañan pájaros de cobre, alas plateadas y doradas, y se casa con la doncella de alas doradas.
En una variante armenia recopilada de una fuente armenio-estadounidense (El País de los Hermosos Jardines), un príncipe, después de la muerte de su padre, decidió permanecer en silencio. Un rey vecino, que quiere casarlo con su hija, lo coloca en su jardín. Allí, ve a tres pájaros coloridos bañándose en una piscina, y se revelan como hermosas doncellas.

#### Norte de Eurasia
En un cuento del pueblo samoyedo del norte de Eurasia, una anciana le cuenta a un joven sobre siete doncellas que se bañan en un lago en un bosque oscuro.

#### Medio Este

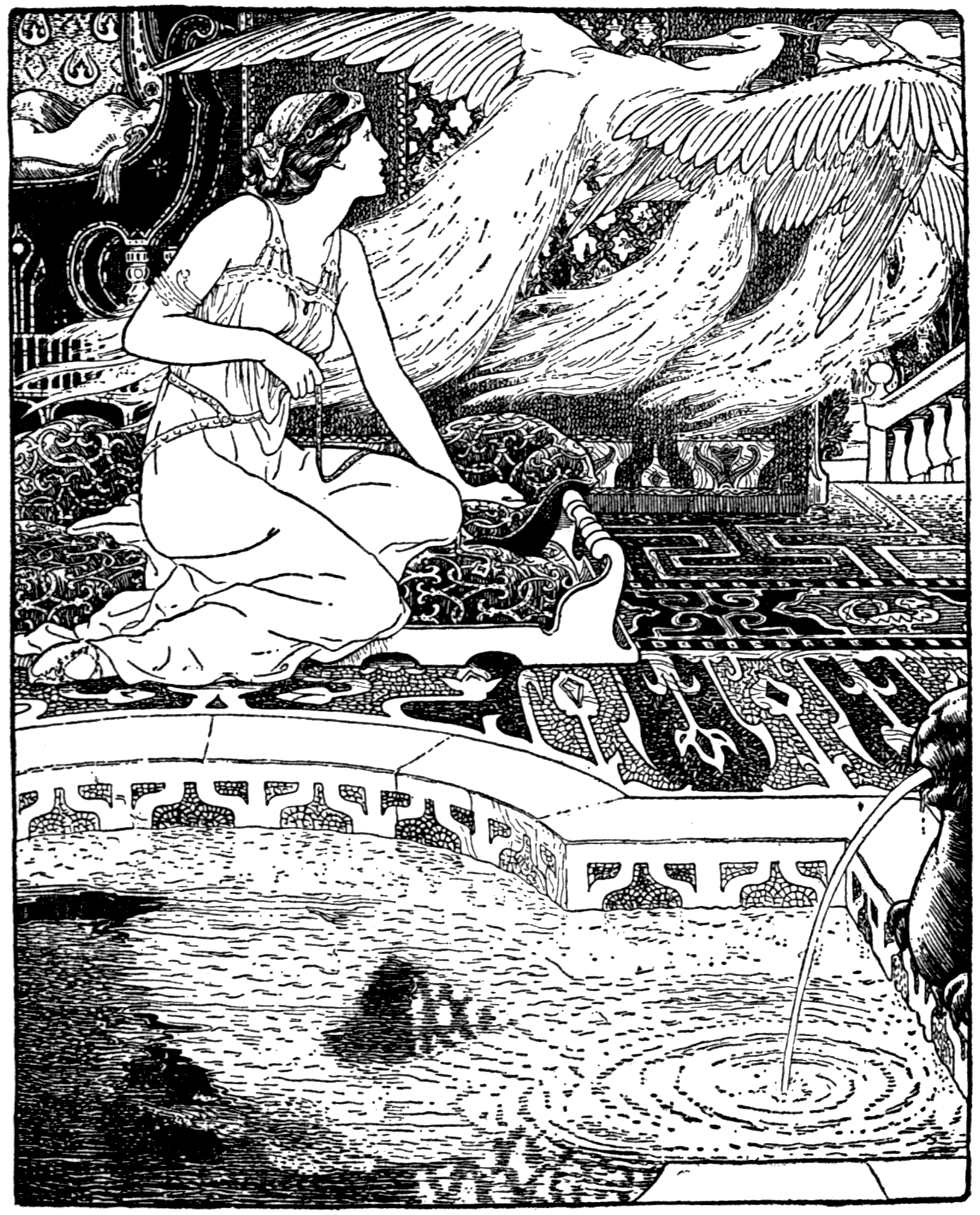
Los cisnes huyen del ornamentado pabellón, dejando atrás a su hermana. Ilustración de Hassan de Basora por John Batten.

El cuento de la doncella cisne también aparece en la colección árabe de cuentos populares Las mil y una noches, en "La Historia de Janshah", un cuento insertado en la narrativa de La Reina de las Serpientes. En un segundo cuento, la historia de Hasan de Basora (Hassan de Basora), el personaje principal llega a un oasis y ve a las doncellas pájaro (aves del paraíso) desnudándose para jugar en el agua.
Una tercera narración es la historia de Mazin de Khorassan (o Mazin de Khorassaun), supuestamente no incluida en la traducción de la colección de Antoine Galland: un tintorero huérfano, Mazin es invitado a un castillo donde hay un magnífico jardín. Una tarde, descansa en el jardín y ve la llegada, a través del aire, de siete doncellas con túnicas de "seda verde claro". Más tarde se le informa que las siete son hermanas de una reina de una raza de genios femeninos que viven en un reino lejano. Se notó que la historia de Mazin era bastante similar a Hassan de Basorara, aunque con diferencias durante la búsqueda.
Un cuento árabe (Histoire d'Ours de cuisine) comienza similar a la historia de la doncella del cisne: un rey posee una fuente en su jardín donde una doncella con una túnica de plumas le gusta bañarse. Una noche, el rey, apasionado por la niña, toma sus vestidos de un árbol cercano y tiene la intención de convertirla en su esposa. Ella consiente, con la condición de que el rey ciegue a sus cuarenta reinas.
En otro cuento del Medio Oriente, el hijo de un rey encuentra trabajo con un gigante en otra región y recibe un juego de llaves para la morada del gigante, al que le dicen que no abra una puerta específica. Desobedece a su amo y abre la puerta: tres doncellas palomas se quitan la ropa para bañarse en una palangana.

#### Sur de Asia
En una historia persa, El Hijo del Mercader y los Peries, los peris del saber se quitan la ropa y adoptan forma humana para bañarse en el agua, hasta que un joven se pone la ropa para obligar a uno de ellos a ser su esposa. Los peris intentan convencerlo de que no lo haga, ya que son "criaturas de fuego" y él, un ser humano, está "hecho de agua y barro".
Una historia del sur de Asia también narra el motivo de la doncella cisne o la princesa pájaro: Historia del príncipe Bairâm y la novia de las hadas, donde el príncipe titular esconde la ropa de Ghûlab Bânu, la doncella paloma.

#### Este de Asia
En la literatura china antigua, una historia de los manuscritos de Dunhuang se acerca a la historia general de la Doncella Cisne: un hombre pobre llamado T'ien K'un-lun se acerca a un lago donde se bañan tres doncellas grulla.
Un cuento del sudeste de China y regiones cercanas narra las aventuras de un príncipe que conoce a una Doncella Pavo Real, en un cuento atribuido al Pueblo Tai. El cuento se celebra entre el Pueblo Dai de China y se registró como un poema y una historia popular, siendo conocido con varios nombres, como "Shaoshutun", "La Princesa Pavo Real" o "Zhao Shutun y Lanwuluona".

#### África
Un cuento recopilado del suajili (Kisa Cha Hassibu Karim ad Dini na Sultani wa Nyoka, o "La Historia de Haseebu Kareem ed Deen y el Rey de las Serpientes") también se incluye en el relato generalizado de la Doncella Pájaro.

#### Oceanía
Se han recopilado al menos treinta y tres variantes de Papua Nueva Guinea, publicadas en el periódico local Wantok Niuspepa, en una sección sobre cuentos tradicionales. A veces, la prenda de cisne se sustituye por una piel de casuario o un ave del paraíso. Por ejemplo, la antropóloga Margaret Mead afirmó que la historia de La Esposa del Casuario era la versión local de la doncella cisne.
El carácter de la doncella cisne (y sus variantes) se extiende entre las muchas tradiciones de Oceanía, como en Micronesia.

#### América
En un cuento del pueblo Cochití, un coyote (posiblemente el Coyote de la leyenda) ayuda a un joven a conseguir una esposa: una de las tres palomas que se bañan en un lago. En una variante, el coyote conduce al joven a tres doncellas paloma.
En un cuento de la gente de Musquakie, algunos jóvenes varones se bañan y juegan en el agua mientras unas hermosas chicas se les acercan. Uno de los muchachos agarra a una de las niñas y los demás, asustados, se convierten en patos de cabeza negra y se van volando.
En un cuento recopilado por Sílvio Romero en Río de Janeiro (Cova da Linda Flôr), un rey juega con otro monarca. Lo pierde todo y consulta con un ermitaño sobre cómo proceder. El ermitaño aconseja matar un tipo especial de ave de la que caerá un trozo de papel con instrucciones: tres princesas, hijas del monarca, en forma de patos se bañan en un lago, y el rey debe tomar la piel de pato de la más joven (cuyo nombre es Cova da Linda Flôr).

### Doncellas que no son cisnes
A pesar de la casi universalidad del cuento de la doncella cisne (o doncella que se transforma en cualquier otro tipo de pájaro), hay cuentos en los que el macho humano todavía sostiene las prendas de la doncella, pero la narración no menciona que ella se transforma o no.
En un cuento popular armenio ("Kush-Pari"), un príncipe busca al Kush-Pari titular, un Houri-Pari o "Fairy-Bird" ("una ninfa del paraíso en forma de pájaro", "un humano dorado- pájaro con cabeza... radiante como el sol"), como regalo al rey al que sirve. Después de ser capturada, Kush-Pari le revela al rey que se transforma en una doncella después de desabrocharse la capa de plumas y le propone que se convierta en su reina después de que su sirviente rescata a su doncella y trae de vuelta las ardientes yeguas. Kush-Pari tiene la intención de usar la leche de yegua ardiente para un ritual especial: el rey muere, pero el príncipe sobrevive, con quien se casa. Al final de la historia, su nuevo esposo le dice a su esposa que su padre está ciego, pero ella revela que ella fue la causa de su ceguera.
Se cree que la historia de la doncella cisne está atestiguada en La Dama Vuelo Pluma, un cuento obtenido de un narrador inglés (una tía anciana). La Dama Vuelo Pluma ayuda al héroe contra su padre gigante y ambos escapan (ATU 313 El Vuelo Mágico).
Emmanuel Cosquin recopiló un cuento francés titulado Chatte Blanche (en español: "Gato Blanco"), donde se informa al héroe Jean que "Plume Verte", "Plume Jaune" y "Plume Noir" vienen a bañarse en el Lago de la Selva Negra, y tiene la tarea de conseguir las túnicas de "Plume Verte".
En sus comentarios sobre el cuento de hadas inglés La Dama Vuelo Pluma, WW Newell comentó que en la contraparte francesa de la historia, La Plume Verte (en español: "La Pluma Verde"), el nombre es una indicación de su condición de doncella. Sin embargo, se ha observado que, como sucedió en ambas versiones, el manto de plumas de la doncella cisne fue reemplazado por la prenda, sin embargo, sus nombres conservan una reminiscencia de la misma.
Un hecho similar aparece en un cuento de hadas de Bretaña, La Demoiselle en Blanc ("La Dama de Blanco"), recopilado por Paul Sébillot: el joven ve a tres doncellas humanas bañándose, y cerca hay tres vestidos, uno blanco, un uno gris y uno azul. Se ha observado que el cuento contiene un episodio casi idéntico de las doncellas bañándose, en lugar de las doncellas pájaro.
En un cuento polaco de A. J. Glinski, La Princesa de la Montaña de Bronce, el héroe es un príncipe que roba el par de alas de la princesa titular y le propone matrimonio. El día de su boda, le devuelven las alas y vuela de regreso a la Montaña Brazen.
En un cuento recopilado por Francis Hindes Groome (La Bruja) de una fuente polaca-gitana, el príncipe sueña con un lugar donde se bañan hermosas doncellas. Decide viajar por el mundo para encontrar este lugar. Lo hace y esconde las alas de la doncella más joven. Después de que su esposa escapa, él la sigue a la casa de su familia y debe trabajar para su madre hechicera.
En un cuento gallego, Brancafrol, un joven jugador apuesta y pierde el alma, y recibe un plazo para entregar su alma al ganador. Tras dar limosna a una anciana, ella le informa de tres doncellas mágicas bañándose en el mar: dos moriscas y una cristiana, que han dejado sus vestidos en la orilla (los verdes de la mujer morisca y el blanco de la mujer cristiana).
En un relato recopilado de una fuente de Daur, en China, un hombre les cuenta a sus tres hijos un sueño que tuvo: un caballo blanco que apareció, rodeó el sol y desapareció en el mar. Sus hijos deciden buscar este caballo. El más joven logra capturar al caballo, pero dice que se sentirá solo lejos de su hogar, por lo que el caballo decide llevarse a una de sus hermanas con él. El joven y el caballo esperan en la playa la llegada de diez hadas, que se quitan la ropa para jugar en el mar. Muy pronto, el joven se apodera de la ropa de la más chica.

## La doncella celestial o la novia celestial
Un segundo formato del motivo de la esposa sobrenatural se refiere a los cuentos en los que la doncella no es un animal que cambia de forma, sino una criatura o habitante del Cielo, un Reino Celestial, o proviene del lugar donde viven los dioses. El folclorista japonés Seki Keigo nombra esta historia "La Esposa del Mundo Superior", en su índice de "Tipos de Cuentos Populares Japoneses". El profesor Alan L. Miller lo llama "La esposa divina", que también puede referirse a los cuentos de la Doncella Cisne.
Las obras occidentales suelen traducir a los personajes en cuestión como "hadas" o "ninfas".

### India y Sur de Asia
El motivo de la doncella cisne también se asocia con los Apsaras, del hinduismo, que descienden del Cielo o de un Reino Celestial para bañarse en un lago terrenal. Un ejemplo es la antigua historia de apsará Urvashí y el rey Pururavas.
Una canción popular recopilada del estado de Chhattisgarh, La Balada de Flower-Maid Bakaoli, contiene el episodio en el que un sadhu informa a un hombre (Lakhiya) sobre las siete hijas de Indra Rajá (una de las cuales es Bakaoli) que se bañan en un lago.
Un cuento de origen dravídico cuenta la historia del príncipe Jagatalapratapa, quien tiene un encuentro con la hija de Indra y sus sirvientas en un bosquecillo. Una segunda historia de El entretenimiento de Dravidian Nights, de Natesa Sastri, muestra el episodio del príncipe robando ropa a una doncella celestial, como parte de la búsqueda del príncipe de una flor especial.
Una historia obtenida de fuentes santales (Toria la Cabrera y la Hija del Sol) habla de Toria, la oreja de cabra, quien es invitada por las doncellas a unirse a ellos en su ocio en el agua. Mientras están distraídos, Toria esconde la ropa de uno de ellos.
En un cuento bengalí, de Dinajpur (El Hallazgo del Sueño), el príncipe Siva Das recibe un sueño premonitorio sobre una doncella. Algún tiempo después, un sabio le informa que, en una noche de luna llena, cinco ninfas descienden del cielo para jugar en un estanque, y una de ellas es la doncella que vio en un sueño, llamada Tillottama.
En un cuento del Pueblo Karbi, Harata Kunwar, el menor de siete hermanos, huye de su casa para salvar su vida, después de que sus hermanos y su padre amenazan con quitarle la vida, y se refugia con una anciana. Después de hacer sus quehaceres, planea bañarse en el río, pero le dijeron que no vaya río arriba. Lo hace y ve a las seis hijas del Rey del Gran Palacio descender del cielo y desvestirse para bañarse y retozar en el agua.
En un cuento indio de origen desconocido, La Hija del Perfumista, la esposa del príncipe pide su anillo y vuela hacia lugares desconocidos. Abrumado por el dolor, el príncipe vaga por el mundo hasta que encuentra a un viejo maestro ascético. El asceta le dice al príncipe que, en la noche de luna llena, su esposa y sus doncellas descenderán del cielo para bañarse en el lago, y el joven deberá adquirir el manto de su esposa.
La colección de cuentos populares indios Kathá-sarit-ságara contiene al menos dos cuentos similares que involucran a Apsaras: el cuento de Marubhúti quien, instruido por un ermitaño, roba la ropa de una de algunas ninfas celestiales que vino a bañarse en el río, y el ermitaño se convierte en el esposo mortal del Vidyadhara. En una segunda historia, la deidad Bhairava ordena a Thinthákarála que robe las prendas de los Apsaras que se estaban bañando en "el estanque sagrado de Mahákála". Una vez realizada la escritura, los Apsaras protestan y piden que les devuelvan sus prendas, pero el joven pone una condición: las devolverá a cambio de que la más joven Apsara, Kalávatí, hija de Alambushá, se convierta en su esposa.
En otro cuento indio, El Vendedor de Madera y las Siete Hadas, el vendedor de madera se toma un momento para descansar en el bosque y pronto ve a siete hadas bañándose en un pozo. Pronto les roba las ropas y les pide ayuda para impresionar a una reina visitante con la que desea casarse.

### Sudeste de Asia
Un cuento de Laos (El Marido Fiel) también es paralelo a la narrativa generalizada de La Doncella Cisne.
Otras variantes del sudeste asiático se pueden encontrar en el folclore filipino: Las Siete Jóvenes Mujeres del Cielo, un cuento de Filipinas; Kimod y la Doncella Cisne ("Pitong Maylong"), un cuento de Mansaka (Filipinas); Magbolotó, un cuento de Visayan. También se encontró una versión del cuento en las narraciones orales del pueblo Aeta de Filipinas (Cómo Juan Consiguió su Esposa de Arriba).

#### Indonesia
La trama de un personaje masculino espiando a siete doncellas celestiales (Apsaras) bañándose en un lago terrestre también ocurre en un cuento de la historia de Indonesia, titulado Jaka Tarub y Siete Apsaras, de la isla de Java, protagonizada por el legendario javanés héroe Jaka Tarub que se casa con la ninfa celestial (Bidadari) Dewi Nawang Wulan.
Se recopilaron historias similares del Norte de Sulawesi y la península de Minahasa (antes conocidas como Islas Célebes). Una es la historia de Kasimbaha y Utahagi: Kasimbaha busca las prendas de Utahagi, que se estaba bañando en un lago, y, más tarde, después de que su esposa regresa a su morada celestial, trepa a un árbol especial para ascender a los cielos y encontrarla de nuevo. Un segundo cuento es interesante porque difiere: en lugar de bañarse en un lago, las doncellas celestiales descienden a la Tierra y roban los ñames de un granjero humano llamado Walasindouw.
Otros relatos están atestiguados en las muchas tradiciones del archipiélago: en la isla de Halmahera, el episodio de "robar la ropa de una doncella mientras se estaba bañando" ocurre como parte de la búsqueda del menor de siete hermanos por un remedio para su padre; de la isla de Bali, la historia de Rajapala y vidyadhari Ken Sulasih, padres del héroe Durma; el poema heroico Ajar Pikatan, que narra la búsqueda de la doncella celestial Suprabha.

### Asia Oriental
Las tradiciones folclóricas de Asia Oriental también atestiguan la aparición de cuentos similares sobre doncellas celestiales, como el cuento popular coreano de El Hada y el Leñador.
Un cuento de fuentes de Lew Chew habla de un granjero, Ming-Ling-Tzu, que posee una fuente prístina del agua más pura, cuando ve a una doncella bañándose en la fuente de agua y posiblemente ensuciándola.

#### China
Otro cuento relacionado es el mito chino del pastor de vacas y la tejedora, en el que una de las siete hermanas hada es tomada como esposa por un pastor de vacas que escondió las túnicas de las siete hermanas; ella se convierte en su esposa porque él la ve desnuda, y no tanto por haberle quitado la túnica. La literatura y la mitología chinas atestiguan al menos dos historias similares: Tian Xian Pei ("La Pareja de Hadas"; "El Matrimonio de la Princesa de las Hadas" o "Dong Yong, el Hijo Filial"), y una versión sin título en Soushen Ji, como el decimoquinto cuento en el Volumen 14.

#### Japón
James Danandjaja relata la historia japonesa de Amafuri Otome ("La Mujer que Vino del Cielo"), como una historia similar del hombre mortal soltero que retiene el kimono de una dama que se baña a cambio de que se convierta en su esposa. También lo compara con la Doncella Cisne y con el mito de El Pastor de Vacas y el Tejedor.
La profesora Hazel Wigglesworth escribió que había 46 versiones del cuento recopiladas en fuentes orales japonesas, y el registro más antiguo del cuento está presente en el Fudoki, un libro antiguo sobre relatos provinciales y orales. Los cuentos recopilados de la Provincia de Ōmi (Ika no Woumi) y la Provincia de Suruga (Miho Matsubara) están cerca de la narrativa del esposo humano/cónyuge cisne, mientras que en una historia de la Provincia de Tango (Taniha no Kori) es una pareja de ancianos la que deja a la doncella celestial. en la Tierra y se convierte en su hija adoptiva para hacerles compañía.

### África

#### África sudoriental
La narrativa de la Sky-Maiden fue recopilada en forma de canción del pueblo Ndau, titulada Leyenda y Canción de la Doncella del Cielo: la hija de un jefe poderoso que vivía en el cielo y sus asistentes bajan a la Tierra para bañarse, y se convierte en un desafío entre los príncipes reales para ver quién puede ir a buscar su penacho/pluma, el símbolo de su extravagancia. El vencedor es un hombre pobre que, como subversión de la narrativa común, llega a vivir con su esposa celestial en su morada. Frans Boas y C. Kamba Simango dieron una versión del cuento en forma narrativa como La Gente del Cielo (Vasagole) en la Revista de Folklore Estadounidense.

#### Madagascar
En un cuento malgache, obtenido de Vàkin-Ankarãtra (La forma en que Adrianòro obtuvo una esposa del Cielo), el héroe Adrianoro es informado de que tres doncellas se bañan en un lago y trata de tenderles una trampa cambiando de forma a frutos o semillas.

### Europa

#### Grecia
En un cuento de Grecia, un cabrero humano llamado Demetros baila con diez hadas tres noches, y en la tercera noche, en luna llena, baila con ellas y accidentalmente toca el pañuelo de Katena. Sus compañeros la abandonan al mundo mortal y se convierte en la esposa de Demetros, dándole una hija. Durante siete años, Demetros ha escondido el pañuelo, hasta que su esposa Katena se lo pide. Toma el pañuelo y baila con él en un festival, aprovechando la oportunidad para volver a casa y dejar a su marido mortal. Su hija pronto la sigue cuando tiene quince años.

#### Bulgaria
Una canción folclórica búlgara (La Samodiva casada contra su voluntad) presenta a una Samodiva: tres niñas, no emparentadas entre sí, se quitan sus ropas mágicas para bañarse, pero son vistas por un pastor que les quita la ropa. Cada niña intenta suplicar por separado y convencer al joven de que devuelva la ropa. Lo hace, pero solo a los dos primeros; la tercera doncella que eligió casarse después de que ella revelara que era hija única. Después de la boda, el pueblo insiste en que baila para la diversión de todos los demás, pero la samodiva dice que no puede bailar sin su prenda. Una vez que su esposo le entrega la ropa, ella se va volando.

#### Europa del Este
En El Joven y la Vila, el hijo menor, a quien sus dos hermanos mayores consideran un tonto, consigue arrancar los cabellos dorados de un vila que ha estado comiendo las peras de plata del huerto de su padre. En un segundo cuento, La Vila en el Castillo Dorado, un padre pide a sus tres hijos que cuiden su jardín de flores por la noche, porque los cisnes se han estado comiendo las flores (en realidad, las vilas sí).

## La Esposa Estrella o las Mujeres Estrella
Una tercera aparición de la esposa sobrenatural desde arriba es la Mujer Estrella, un motivo que los estudiosos ven una posible relación con el motivo de la Doncella Cisne.

### Nativo Americano
El motivo de la Doncella Estrella se puede encontrar en el folclore y la mitología nativos americanos, como el personaje de la Esposa Estrella: por lo general, desciende del cielo en una canasta junto con sus hermanas para jugar en una pradera o para bañarse en un lago, y un hombre mortal, fascinado por su figura, planea hacerla suya. Más tarde se descubre que ella es una doncella de las estrellas o una estrella que bajó a la Tierra.
En una leyenda sioux, el cazador humano se casa con la Esposa Estrella y engendra un hijo. Madre e hijo escapan al Reino de las Estrellas, pero comienzan a extrañar al padre humano. Su padre sugiere que lo lleven allí para reunir a la familia, y así lo hacen.
En una tercera variación, se produce una inversión: el cazador es llevado en una canasta al país de las estrellas para vivir con su Esposa Estrella. Sin embargo, comienza a extrañar a su madre humana. Entonces, con la ayuda de un par de alas de cisne rojo para él y su esposa, regresan al mundo humano.
En un cuento atribuido al Pueblo Wyandot, Siete Hermanas Estelares (las Pléyades) descienden a la Tierra en una canasta. Un día, un cazador humano captura a la más joven por su cinturón mientras sus hermanas escapan en la canasta. La doncella promete convertirse en la esposa del cazador, pero antes debe acompañarla al cielo ("La Cabaña del Sol").

### Filipinas
En un cuento recopilado de las "Nabaloi" (pueblo Ibaloi) (Las Esposas Estrella), un grupo étnico indígena de las Filipinas, las estrellas descienden del cielo y se bañan en un lago en Batán. Los machos locales esconden la ropa de las estrellas, que les permite volar, y se casan con ellas. Con el tiempo, los hombres envejecen, pero las estrellas conservan su juventud, recuperan sus ropas y vuelven a los cielos.

## Cultura popular

### Novelas de literatura y fantasía
La escritora moderna Rosamund Marriott Watson, bajo el nombre de Graham R. Tomson, escribió una balada desde el punto de vista de un cazador inuit que se casa con la doncella gaviota gris y lamenta su partida.
El novelista y traductor victoriano William Morris escribió su obra poética El Paraíso Terrenal, en la que un bardo narra el romance entre un humano y una doncella cisne, que comprende un episodio del poema La Tierra al Este del Sol y al Oeste de la Luna.
Las apariciones en la cultura pop incluyen novelas modernas del género fantástico como Tres Corazones y Tres Leones. Recientemente, hombres cisne en la serie Anita Blake, incluido Kaspar Gunderson. También se les llama swan mays o swanmays en la ficción fantástica y Dungeons & Dragons. En el libro de Mercedes Lackey Tonto Afortunado, una doncella cisne (llamada Yulya) de una bandada de seis es secuestrada por un Genio.

### Cine y animación
El tema de la novia animal se explora en una película animada llamada La tortuga roja (2016).
La princesa Pari Banu de la película alemana de animación de silueta de 1926 Las aventuras del príncipe Achmed parece muy similar a una doncella cisne, con una piel de pavo real que la transforma a ella y a sus criadas, aunque se la conoce como un hada o un genio, en las 1001 noches originales.
Las apariciones modernas de la doncella del cisne incluyen televisión como Astroboy Episodio 5.
Un episodio de la programación de televisión infantil Super Why adaptó la historia de la Doncella Cisne.

### Medios del Este
El anime/manga Ayashi no Ceres de Yū Watase es una historia similar sobre un ángel cuya fuente mágica es robada mientras se baña y se convierte en la esposa del hombre que la robó. La historia sigue a uno de sus descendientes que ahora lleva en su interior el espíritu reencarnado impulsado por la venganza del ángel.
El Aterrizaje de las Hadas manhwa traduce el cuento popular coreano de El Hada y el Leñador a un entorno moderno.

### Videojuegos
El tema también se explora en el videojuego de fantasía moderno La Búsqueda de la Heroína.
La undécima entrega de la serie de juegos de objetos ocultos Dark Parables (La Princesa Cisne y el Árbol Temible), publicada por Eipix, mezcla el motivo de las doncellas cisne y el cuento medieval de El caballero del cisne. La decimosexta entrega, Retrato de la Princesa Manchada, presenta al propio Caballero del Cisne, encantado de nunca revelar su verdadero nombre a su amada.
En el videojuego de 1989 LOOM de LucasFilm el protagonista pertenece a una tribu de hechiceros que alternan entre forma humana y de cisne, probablemente relacionado con el motivo de las doncellas cisne